# Weston McKennie
Weston McKennie, né le 28 août 1998 à Little Elm dans le comté de Denton au Texas, est un joueur international américain de football qui joue au poste de milieu de terrain à la Juventus FC.

## Biographie
Né au Texas, McKennie et sa famille déménagent à Kaiserslautern alors que Weston n'a que 6 ans, quand son père, officier de l'US Air Force est stationné à la base aérienne de Ramstein. C'est là que le jeune McKennie commence à jouer au football pour le club local du FC Phönix Otterbach en 2004, avant de retourner aux États-Unis.
McKennie joue ensuite pour les jeunes du FC Dallas pendant sept ans de 2009 à 2016, avant de retourner en Allemagne en signant à Schalke 04. 

### En club

#### Schalke 04 (2016-2020)
Le 20 mai 2017, Weston McKennie joue son premier match professionnel lors de la trente-quatrième journée de championnat face au FC Ingolstadt 04 (1-1), cette rencontre sera d'ailleurs sa seule apparition de la saison. Le 14 août 2017, il est titulaire pour le premier tour de la Coupe d'Allemagne face au BFC Dynamo. Weston McKennie entre ensuite en jeu à onze minutes de la fin du match face au RB Leipzig trois jours plus tard. Le 19 septembre 2017, Weston McKennie est pour la première fois titulaire en championnat lors d'une défaite 3-0 face au Bayern Munich.
Le 6 octobre 2018, Weston McKennie marque son premier but en professionnel (victoire 2-0 face au Fortuna Düsseldorf). Le 19 septembre 2018, Weston McKennie joue sa première rencontre en Ligue des champions face au FC Porto en phase de poules. Lors de ce match il délivre une passe décisive. Il marque son premier but face au Lokomotiv Moscou, offrant ainsi la victoire à son équipe dès le match suivant.
Le 30 juin 2019, il prolonge son contrat jusqu'en 2024 avec le FC Schalke 04.

#### Juventus FC (depuis 2020)
Le 29 août 2020, Weston McKennie rejoint la Juventus sous la forme d'un prêt payant de 4,5 millions d'euros avec une option d'achat de 18,5 millions d'euros. Après des performances remarquables, le 3 mars 2021, la Juventus lève définitivement l'option d'achat de 18,5 millions d'euros et signe un contrat jusqu'en 2025, celui-ci prenant effet dès la fin de son prêt le 1er juillet 2021.

### En sélection
Weston McKennie évolue avec les moins de 17 ans, moins de 19 ans et moins de 20 ans. 
Le 14 novembre 2017, il reçoit sa première sélection en équipe des États-Unis, en amical contre le Portugal (match nul 1-1). Il inscrit un but à cette occasion.
Il se fait remarquer le 12 octobre 2019 en réalisant un triplé lors d'une rencontre de Ligue des nations de la CONCACAF face à Cuba, participant ainsi à la large victoire de son équipe sur le score de sept buts à zéro.
Le 9 novembre 2022, il est sélectionné par Gregg Berhalter pour participer à la Coupe du monde 2022.

## Statistiques
| Saison                | Club                  | Championnat           | Championnat | Championnat | Championnat | Coupe(s) nationale(s) | Coupe(s) nationale(s) | Coupe(s) nationale(s) | Supercoupe | Supercoupe | Supercoupe | Compétition(s) continentale(s) | Compétition(s) continentale(s) | Compétition(s) continentale(s) | Compétition(s) continentale(s) | Coupe du monde des clubs | Coupe du monde des clubs | Coupe du monde des clubs | Total | Total | Total |
| Saison                | Club                  | Division              | M.          | B.          | P.d.        | M.                    | B.                    | P.d.                  | M.         | B.         | P.d.       | Comp.                          | M.                             | B.                             | P.d.                           | M.                       | B.                       | P.d.                     | M.    | B.    | P.d.  |
| 2016-2017             | Schalke 04            | Bundesliga            | 1           | 0           | 0           | -                     | -                     | -                     | -          | -          | -          | C3                             | -                              | -                              | -                              | -                        | -                        | -                        | 1     | 0     | 0     |
| 2017-2018             | Schalke 04            | Bundesliga            | 22          | 0           | 0           | 3                     | 0                     | 0                     | -          | -          | -          | -                              | -                              | -                              | -                              | -                        | -                        | -                        | 25    | 0     | 0     |
| 2018-2019             | Schalke 04            | Bundesliga            | 24          | 1           | 4           | 3                     | 0                     | 1                     | -          | -          | -          | C1                             | 6                              | 1                              | 1                              | -                        | -                        | -                        | 33    | 2     | 6     |
| 2019-2020             | Schalke 04            | Bundesliga            | 28          | 3           | 0           | 4                     | 0                     | 1                     | -          | -          | -          | -                              | -                              | -                              | -                              | -                        | -                        | -                        | 32    | 3     | 1     |
| Sous-total            | Sous-total            | Sous-total            | 75          | 4           | 4           | 10                    | 0                     | 2                     | -          | -          | -          | -                              | 6                              | 1                              | 1                              | -                        | -                        | -                        | 91    | 5     | 7     |
| 2020-2021             | Juventus FC (prêt)    | Serie A               | 34          | 5           | 2           | 4                     | 0                     | 0                     | 1          | 0          | 0          | C1                             | 7                              | 1                              | 0                              | -                        | -                        | -                        | 46    | 6     | 2     |
| 2021-2022             | Juventus FC           | Serie A               | 21          | 3           | 0           | 1                     | 0                     | 0                     | 1          | 1          | 0          | C1                             | 6                              | 0                              | 0                              | -                        | -                        | -                        | 29    | 4     | 0     |
| 2022-2023             | Juventus FC           | Serie A               | 15          | 1           | 1           | 1                     | 0                     | 1                     | -          | -          | -          | C1                             | 5                              | 2                              | 0                              | -                        | -                        | -                        | 21    | 3     | 2     |
| 2023-2024             | Juventus FC           | Serie A               | 34          | 0           | 7           | 4                     | 0                     | 3                     | 1          | 0          | 0          | -                              | -                              | -                              | -                              | -                        | -                        | -                        | 39    | 0     | 10    |
| 2024-2025             | Juventus FC           | Serie A               | 32          | 2           | 4           | 2                     | 0                     | 0                     | -          | -          | -          | C1                             | 9                              | 3                              | 0                              | 4                        | 0                        | 0                        | 47    | 5     | 4     |
| Sous-total            | Sous-total            | Sous-total            | 136         | 11          | 14          | 12                    | 0                     | 4                     | 3          | 1          | 0          | -                              | 27                             | 6                              | 0                              | 4                        | 0                        | 0                        | 182   | 18    | 18    |
| 2022-2023             | Leeds United (prêt)   | Premier League        | 19          | 0           | 1           | 2                     | 0                     | 2                     | -          | -          | -          | -                              | -                              | -                              | -                              | -                        | -                        | -                        | 21    | 0     | 3     |
| Sous-total            | Sous-total            | Sous-total            | 19          | 0           | 1           | 2                     | 0                     | 0                     | 0          | 0          | 0          | -                              | 0                              | 0                              | 0                              | 0                        | 0                        | 0                        | 21    | 0     | 1     |
| Total sur la carrière | Total sur la carrière | Total sur la carrière | 230         | 15          | 19          | 24                    | 0                     | 6                     | 3          | 1          | 0          | -                              | 32                             | 6                              | 1                              | 4                        | 0                        | 0                        | 293   | 22    | 26    |

## Palmarès
| Schalke 04                                       | Juventus FC (3)                                                                                         | États-Unis (1)                                                           |
| ------------------------------------------------ | --- | ------------------------------------------------------------------------ |
| - Championnat d'Allemagne - Vice-champion : 2018 | - Coupe d'Italie (2) - Vainqueur : 2021 - Vainqueur : 2024 - Supercoupe d'Italie (1) - Vainqueur : 2020 | - Ligue des nations (1) - Vainqueur : 2021 - Gold Cup - Finaliste : 2019 |

### Récompenses individuelles
- Joueur américain de l'année en 2020
- Meilleur joueur de la Ligue des nations en 2021
- Membre de l'équipe-type de la phase finale de la Ligue des nations en 2021